# Guerre polono-tchécoslovaque
La guerre polono-tchécoslovaque ou guerre de Sept Jours est un court conflit qui a eu lieu dans le contexte de la dislocation de l'Autriche-Hongrie, portant sur la ville de Teschen (Cieszyn), peuplée par des germanophones, des Polonais et des Tchèques. La région était revendiquée à la fois par la nouvelle république autrichienne, la Tchécoslovaquie et la Pologne.

## Déroulement
Le conflit démarre le 23 janvier 1919 lorsque les troupes de l'Armée tchécoslovaque avancent à travers le duché de Teschen en Silésie orientale et finissent par s'emparer de facto de la partie sud-ouest de ville de Cieszyn (rive gauche de la rivière Olza) au détriment des Polonais qui, après le 30 janvier 1919, ne gardent que la partie nord-est (rive droite). Ce conflit fait plusieurs dizaines de morts et des centaines de blessés.

## Conséquences
En 1920, lors de la conférence de Spa, la partition du duché de Teschen et de la ville de Cieszyn sur le talweg de la rivière Olza est actée de jure par les Alliés mais reste en contentieux entre la Tchécoslovaquie et la Pologne jusqu'en octobre 1938, lorsque les Polonais, profitant des accords de Munich, annexent la partie devenue tchécoslovaque en 1919. Après la Seconde Guerre mondiale, la frontière est rétablie sur le tracé de la conférence de Spa : la rivière Olza.